# Atletica leggera ai Giochi della XIX Olimpiade - Salto in lungo maschile

Video della Finale (film ufficiale dei Giochi)

Video della Finale (cronaca di Paolo Valenti)

Il salto in lungo ha fatto parte del programma maschile di atletica leggera ai Giochi della XIX Olimpiade. La competizione si è svolta nei giorni 17-18 ottobre 1968 allo Stadio Olimpico Universitario di Città del Messico.

## L'eccellenza mondiale
| Campione olimpico 1964                     | 8,07                | Lynn Davies                      | Presente |
| Primatista mondiale Co-primatista mondiale | 8,35 1965 8,35 1967 | Ralph Boston Igor' Ter-Ovanesjan | Presente |
| Campione europeo 1966                      | 7,98                | Lynn Davies                      | Presente |
| Vincitore dei Trials USA                   | 8,39w               | Bob Beamon                       | Presente |

## Risultati

### Turno eliminatorio
Qualificazione7,65 m
Ben 17 atleti raggiungono la misura richiesta.

Ralph Boston stabilisce con 8,27 il nuovo record olimpico. L'aria rarefatta sembra favorire i salti in estensione, com'è stato nel triplo il giorno prima.
| Pos. | Atleta            | Nazione             | Prove | Prove | Prove | Misura | Note            |
| Pos. | Atleta            | Nazione             | 1°    | 2°    | 3°    | Misura | Note            |
| ---- | ----------------- | ------------------- | ----- | ----- | ----- | ------ | --------------- |
| 1    | Ralph Boston      | Stati Uniti         | 8,27  | -     | -     | 8,27   | Record olimpico |
| 2    | Bob Beamon        | Stati Uniti         | n     | n     | 8,19  | 8,19   | Q               |
| 3    | Jack Pani         | Francia             | 7,91  | -     | -     | 7,91   | Q               |
| 4    | Tõnu Lepik        | Unione Sovietica    | 7,91  | -     | -     | 7,91   | Q               |
| 5    | Mike Ahey         | Ghana               | 7,18  | 7,77  | -     | 7,77   | Q               |
| 6    | Victor Brooks     | Giamaica            | n     | 7,54  | 7,72  | 7,72   | Q               |
| 7    | Andrzej Stalmach  | Polonia             | 7,60  | 7,48  | 7,70  | 7,70   | Q               |
| 8    | Leonid Barkovskiy | Unione Sovietica    | 7,25  | 7,70  | -     | 7,70   | Q               |
| 9    | Hiroomi Yamada    | Giappone            | 7,67  | -     | -     | 7,67   | Q               |
| 10   | Alan Lerwill      | Gran Bretagna       | 7,57  | 7,62  | 7,60  | 7,62   |                 |
| 11   | Shinji Ogura      | Giappone            | 7,57  | n     | 7,28  | 7,57   |                 |
| 12   | Philippe Housiaux | Belgio              | 7,30  | 7,44  | 7,40  | 7,44   |                 |
| 13   | Clément Sagna     | Senegal             | 7,26  | 7,17  | 7,31  | 7,31   |                 |
| 14   | Jerry Wisdom      | Bahamas             | n     | n     | 6,99  | 6,99   |                 |
| 15   | Chen Ming-Chi     | Taiwan              | 6,62  | n     | 6,71  | 6,71   |                 |
| 16   | Owen Meighan      | Honduras Britannico | n     | 6,06  | 6,06  | 6,06   |                 |

| Pos. | Atleta              | Nazione          | Prove | Prove | Prove | Misura | Note |
| Pos. | Atleta              | Nazione          | 1°    | 2°    | 3°    | Misura | Note |
| ---- | ------------------- | ---------------- | ----- | ----- | ----- | ------ | ---- |
| 1    | Lynn Davies         | Gran Bretagna    | n     | n     | 7,94  | 7,94   | Q    |
| 2    | Charles Mays        | Stati Uniti      | 7,85  | -     | -     | 7,85   | Q    |
| 3    | Reinhold Boschert   | Germania Ovest   | n     | 7,79  | -     | 7,79   | Q    |
| 4    | Lars-Olof Höök      | Svezia           | 7,77  | -     | -     | 7,77   | Q    |
| 4    | Klaus Beer          | Germania Est     | 7,77  | -     | -     | 7,77   | Q    |
| 6    | Gérard Ugolini      | Francia          | 7,75  | -     | -     | 7,75   | Q    |
| 7    | Igor' Ter-Ovanesjan | Unione Sovietica | 7,74  | -     | -     | 7,74   | Q    |
| 8    | Allen Crawley       | Australia        | n     | 7,71  | -     | 7,71   | Q    |
| 9    | Pertti Pousi        | Finlandia        | 7,46  | 7,63  | n     | 7,63   |      |
| 10   | Laurent Sarr        | Senegal          | 7,27  | 7,50  | 7,61  | 7,61   |      |
| 11   | Galdino Flores      | Messico          | 7,38  | 7,59  | n     | 7,59   |      |
| 12   | Naoki Abe           | Giappone         | 7,44  | n     | 7,58  | 7,58   |      |
| 13   | Wellesley Clayton   | Giamaica         | 7,54  | 7,57  | n     | 7,57   |      |
| 14   | Michel Charland     | Canada           | 7,15  | 7,35  | 7,35  | 7,35   |      |
| 15   | Su Wen-Ho           | Taiwan           | 7,30  | n     | 7,14  | 7,30   |      |
| 16   | Anthony Chong       | Malaysia         | 7,09  | n     | 7,29  | 7,29   |      |
| 17   | Don Vélez           | Nicaragua        | n     | 6,63  | n     | 6,63   |      |
| 18   | Jean Cochard        | Francia          | 6,11  | -     | n     | 6,11   |      |

### Finale
Al primo turno Bob Beamon atterra a 8,90 metri, migliorando di oltre mezzo metro il record del mondo della specialità. Nel salto ha beneficiato di 2 metri esatti di vento a favore. Il britannico Davies sentenzia: "Ha ucciso la gara". Gli altri atleti in pista diventano immediatamente dei comprimari.
La competizione prosegue. Boston salta 8,16, Ter-Ovanesjan atterra a 8,12 mentre Davies si ferma a 7,94. Intanto è cominciato a piovere. Beamon fa un altro salto a 8,04 poi rinuncia definitivamente. Approfitta del disorientamento generale il tedesco orientale Klaus Beer, che con 8,19 conquista la medaglia d'argento. 

Lynn Davies si ferma a 7,94 e si classifica nono.
| Pos.    | Atleta              | Età | Nazione          | Prove                 | Prove                 | Prove                 | Prove                 | Prove                 | Prove                 | Misura                | Note                  |
| Pos.    | Atleta              | Età | Nazione          | 1°                    | 2°                    | 3°                    | 4°                    | 5°                    | 6°                    | Misura                | Note                  |
| ------- | ------------------- | --- | ---------------- | --------------------- | --------------------- | --------------------- | --------------------- | --------------------- | --------------------- | --------------------- | --------------------- |
| Oro     | Bob Beamon          | 22  | Stati Uniti      | 8,90                  | 8,04                  | -                     | -                     | -                     | -                     | 8,90                  | Record mondiale       |
| Argento | Klaus Beer          | 25  | Germania Est     | 7,97                  | 8,19                  | n                     | 7,62                  | n                     | n                     | 8,19                  |                       |
| Bronzo  | Ralph Boston        | 29  | Stati Uniti      | 8,16                  | 8,05                  | 7,91                  | n                     | n                     | 7,97                  | 8,16                  |                       |
| 4       | Igor' Ter-Ovanesjan | 30  | Unione Sovietica | 8,12                  | 8,09                  | n                     | n                     | 8,10                  | 8,08                  | 8,12                  |                       |
| 5       | Tõnu Lepik          | 22  | Unione Sovietica | 7,82                  | 8,09                  | 7,63                  | 7,36                  | 7,84                  | 7,75                  | 8,09                  |                       |
| 6       | Allen Crawley       | 27  | Australia        | n                     | 8,01                  | n                     | 7,80                  | n                     | 8,02                  | 8,02                  |                       |
| 7       | Jack Pani           | 22  | Francia          | 7,94                  | 7,97                  | 7,69                  | 7,58                  | 7,61                  | n                     | 7,97                  |                       |
| 8       | Andrzej Stalmach    | 26  | Polonia          | 7,71                  | 7,94                  | 7,88                  | 7,75                  | 7,75                  | 7,84                  | 7,94                  |                       |
| 9       | Lynn Davies         | 26  | Gran Bretagna    | 6,43                  | 7,94                  | n                     | Non qualificati       | Non qualificati       | Non qualificati       | 7,94                  |                       |
| 10      | Hiroomi Yamada      | 26  | Giappone         | n                     | 7,93                  | n                     | Non qualificati       | Non qualificati       | Non qualificati       | 7,93                  |                       |
| 11      | Leonid Barkovskiy   | 27  | Unione Sovietica | 7,90                  | 7,82                  | n                     | Non qualificati       | Non qualificati       | Non qualificati       | 7,90                  |                       |
| 12      | Reinhold Boschert   | 21  | Germania Ovest   | n                     | 7,54                  | 7,89                  | Non qualificati       | Non qualificati       | Non qualificati       | 7,89                  |                       |
| 13      | Mike Ahey           | 28  | Ghana            | 7,71                  | 7,57                  | 7,40                  | Non qualificati       | Non qualificati       | Non qualificati       | 7,71                  |                       |
| 14      | Lars-Olof Höök      | 23  | Svezia           | 7,66                  | n                     | n                     | Non qualificati       | Non qualificati       | Non qualificati       | 7,66                  |                       |
| 15      | Victor Brooks       | 27  | Giamaica         | n                     | n                     | 7,51                  | Non qualificati       | Non qualificati       | Non qualificati       | 7,51                  |                       |
| 16      | Gérard Ugolini      | 19  | Francia          | 7,44                  | 7,02                  | n                     | Non qualificati       | Non qualificati       | Non qualificati       | 7,44                  |                       |
| NC      | Charles Mays        | 27  | Stati Uniti      | Non è sceso in pedana | Non è sceso in pedana | Non è sceso in pedana | Non è sceso in pedana | Non è sceso in pedana | Non è sceso in pedana | Non è sceso in pedana | Non è sceso in pedana |

Il punto in cui Beamon concluse il salto da record era oltre i limiti del dispositivo automatico di misurazione. Il salto fu misurato a mano con il tradizionale nastro. Un matematico americano, Donald Potts, successivamente, ha calcolato che l'altitudine insieme al vento di 2,0 m/s abbiano aiutato Beamon nella misura del 4%: in altre parole, un salto di eguale "forza" a livello del mare e con vento nullo sarebbe stato all'incirca di 8,56 metri.